# Línea 15 (EMT Madrid)
La línea 15 de la EMT de Madrid une Sol / Sevilla con La Elipa.

## Características

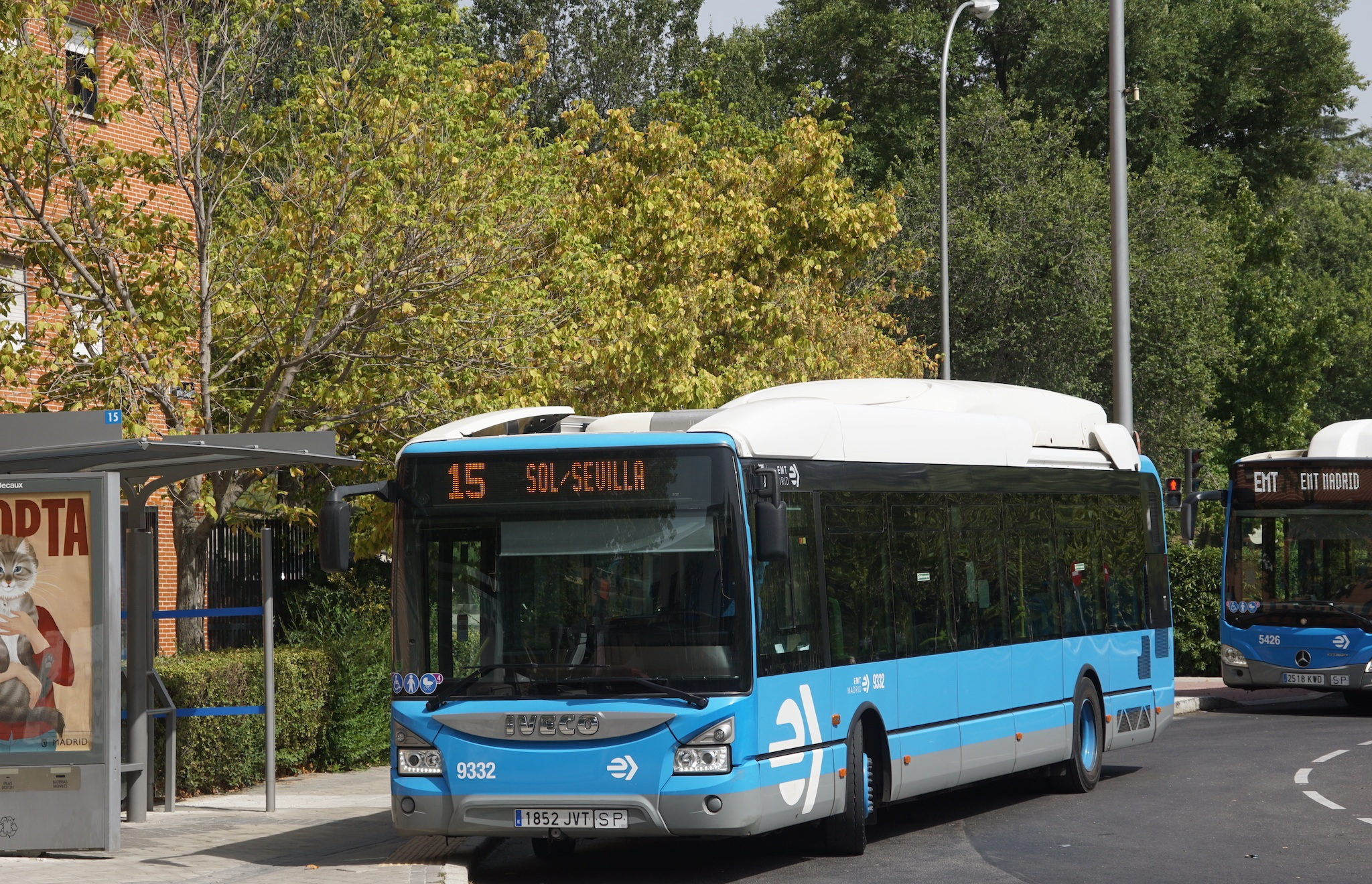
15 en el terminal de La Elipa (Madrid), agosto de 2021.

La primitiva línea 15 de la EMT, creada en septiembre de 1955, tenía el itinerario Plaza de Santo Domingo - Glorieta de Cuatro Caminos, sustituyendo a la línea 6 de tranvías.
En 1962 se amplió su recorrido a la plaza de San Amaro por la calle de Bravo Murillo y, a principios de los años 1970, absorbe el recorrido de la entonces línea 11: Puerta del Sol - Doctor Esquerdo, quedando como Pza. San Amaro - Doctor Esquerdo.
A mediados de los años 1980, se peatonalizó parte de la calle Preciados, por lo que la línea vio recortado su recorrido a Puerta del Sol - Doctor Esquerdo, absorbiendo su recorrido entre Cuatro Caminos y San Amaro la línea 3 y quedando su cabecera en las dársenas de la Puerta del Sol.
A finales de los años 1980, la línea prolongó su recorrido por la calle Alcalde Sainz de Baranda y pasó al otro lado de la M-30 entrando en La Elipa. Al mismo tiempo, se creó una variante (15 con raya roja) que partía de la avenida de Felipe II (a mitad del recorrido de la línea 15) y se desviaba al final de la calle del Alcalde Sainz de Baranda para atender la parte norte del barrio de Estrella, situada en torno al Parque de Roma.
Con la reorganización de la nomenclatura, debida a la instalación generalizada de teleindicadores electrónicos en lugar de tablillas, la variante de la línea 15 se convirtió en la línea 215, que sigue complementando a la 15 en el tramo antes mencionado.
En abril de 2006, la cabecera central se desplazó de las dársenas de la Puerta del Sol a la calle de Sevilla, debido a las peatonalización casi total de la misma, en la que el área intermodal existente fue eliminada. La denominación sin embargo se mantuvo y sigue siendo una línea radial que une el centro de Madrid con La Elipa, pasando por el área intermodal de la avenida de Felipe II.
El 26 de mayo de 2014, cambia el nombre de la cabecera de Sol por "Sol-Sevilla".

### Frecuencias
| Lunes a viernes laborables |               |
| De 6:00 a 10:00            | 10-16 minutos |
| De 10:00 a 20:00           | 11-15 minutos |
| De 20:00 a 23:00           | 14-20 minutos |
| Sábados laborables         |               |
| De 6:00 a 10:00            | 15-20 minutos |
| De 10:00 a 21:00           | 12-16 minutos |
| De 21:00 a 23:00           | 12-23 minutos |
| Domingos y festivos        |               |
| De 7:00 a 10:00            | 19-30 minutos |
| De 10:00 a 21:00           | 15-20 minutos |
| De 21:00 a 23:00           | 16-26 minutos |

## Recorrido y paradas

### Sentido La Elipa
La línea inicia su recorrido en la calle Cedaceros, para luego seguir hasta salir a la calle de Alcalá.
Por la calle de Alcalá baja hasta la Plaza de Cibeles, la atraviesa, después pasa junto a la Puerta de Alcalá (Plaza de la Independencia) y sigue adelante por la calle de Alcalá penetrando en el distrito de Salamanca.
Recorre esta calle hasta la intersección con la Avenida de Felipe II, donde gira a la derecha para incorporarse a la misma y poco después de nuevo para tomar la calle Narváez, por la que circula hasta la intersección con la calle Sainz de Baranda, por la que circula a continuación.
Al final de la calle Sainz de Baranda, continúa por la Avda del Mqués de Corbera tras cruzar el puente sobre la M-30. Al final de dicha avenida gira por la calle Santa Prisca y acaba su recorrido en la Avenida de Daroca junto a la plaza de Agustín González.
| Código | Parada                                 | Común con                | Conexiones con Metro | Otros |
| ------ | -------------------------------------- | ------------------------ | -------------------- | ----- |
| 2711   | SOL-SEVILLA (C/ Cedaceros-Los Madrazo) | 20                       | Sevilla              |       |
| 5239   | Círculo de Bellas Artes                | 5 20 51 53 150           |                      |       |
| 70     | Cibeles                                | 1 2 9 20 51 52 74 146    | Banco de España      |       |
| 162    | Puerta de Alcalá-Retiro                | 1 2 9 19 20 51 52 74 146 | Retiro               |       |
| 751    | Escuelas Aguirre-Casa Árabe            | 52 146                   | Príncipe de Vergara  |       |
| 5093   | Felipe II                              | C1                       | Goya                 |       |
| 2154   | O'Donnell-Narváez                      | 26 61 63 215 C1          |                      |       |
| 2156   | Narváez-Ibiza                          | 2 26 61 63 215 C1        | Ibiza                |       |
| 2158   | Sáinz de Baranda-Narváez               | 2 215                    |                      |       |
| 2160   | Sáinz de Baranda-Maiquez               | 2 215                    |                      |       |
| 2162   | Metro Sáinz de Baranda                 | 2 215                    | Sainz de Baranda     |       |
| 2164   | Marqués de Lozoya                      | 215                      |                      |       |
| 2166   | Sáinz de Baranda-Parque Roma           |                          |                      |       |
| 2168   | Torrespaña                             | 28 71                    |                      |       |
| 958    | Marqués de Corbera-Ricardo Ortiz       | 28 110 210               |                      |       |
| 960    | Marqués de Corbera-Montejurra          | 28 110 210               |                      |       |
| 962    | Marqués de Corbera-Gerardo Cordón      | 28 110 210               | La Elipa             |       |
| 4369   | Santa Prisca                           |                          |                      |       |
| 4474   | LA ELIPA (Pza. Agustín González)       |                          |                      |       |

### Sentido Sol / Sevilla
La línea inicia su recorrido en la Plaza de Agustín González, desde la cual toma la Avenida de Daroca para girar enseguida a la izquierda a la calle Santa Prisca.
Desde este punto el recorrido es igual al de la ida pero en sentido contrario hasta llegar a la calle de Alcalá pasada la Plaza de Cibeles, donde sube directamente por la misma hasta girar a la izquierda por las calles Sevilla, Carrera de San Jerónimo y Cedaceros.
| Código | Parada                                 | Común con                                      | Conexiones con Metro | Otros |
| ------ | -------------------------------------- | ---------------------------------------------- | -------------------- | ----- |
| 4474   | LA ELIPA (Pza. Agustín González)       |                                                |                      |       |
| 4370   | Santa Prisca                           |                                                |                      |       |
| 965    | Metro La Elipa                         | 28 110 210                                     | La Elipa             |       |
| 963    | Marqués de Corbera-Gerardo Cordón      | 28 110 210                                     |                      |       |
| 961    | Marqués de Corbera-Montejurra          | 28 110 210                                     |                      |       |
| 959    | Marqués de Corbera-Ricardo Ortiz       | 28 110 210                                     |                      |       |
| 2169   | Torrespaña                             | 28 71                                          |                      |       |
| 2167   | Sáinz de Baranda-Parque Roma           |                                                |                      |       |
| 2165   | Marqués de Loyola                      | 215                                            |                      |       |
| 2163   | Metro Sáinz de Baranda                 | 215                                            | Sainz de Baranda     |       |
| 2161   | Sáinz de Baranda-Maiquez               | 215                                            |                      |       |
| 2159   | Sáinz de Baranda-Narváez               | 215                                            |                      |       |
| 2157   | Narváez-Ibiza                          | 2 26 61 63 215 C2                              | Ibiza                |       |
| 2155   | O'Donnell-Narváez                      | 26 61 63 215 C2                                |                      |       |
| 5034   | Felipe II                              | 29 215 E2 E3                                   | Goya                 |       |
| 778    | Metro Príncipe de Vergara              | 146 152                                        | Príncipe de Vergara  |       |
| 4055   | Escuelas Aguirre-Casa Árabe            | 52 146                                         |                      |       |
| 161    | Puerta de Alcalá                       | 1 2 9 20 51 52 74 146                          | Retiro               |       |
| 69     | Cibeles                                | 1 2 9 20 51 52 53 74 146 Exprés Aeropuerto 001 | Banco de España      |       |
| 3689   | Sevilla (solo descenso)                | 5 20 53 150 002                                | Sevilla              |       |
| 2711   | SOL-SEVILLA (C/ Cedaceros-Los Madrazo) | 20                                             | Sevilla              |       |